# ريوما واتانابي
ريوما واتانابي (باليابانية: 渡邊 凌磨) (مواليد 2 أكتوبر 1996) هو لاعب كرة قدم ياباني.

## وصلات خارجية
- ريوما واتانابي على موقع الاتحاد الدولي (مؤرشف)  (الإنجليزية)
- ريوما واتانابي على موقع رابطة كرة القدم اليابانية للمحترفين (اليابانية)
- ريوما واتانابي على موقع إي إس بي إن إف سي (الإنجليزية)
- ريوما واتانابي على موقع قاعدة بيانات كرة القدم.إي يو (الإنجليزية)
- ريوما واتانابي على موقع Soccerbase.com (لاعب) (الإنجليزية)
- ريوما واتانابي على موقع Soccerway.com (الإنجليزية)
- ريوما واتانابي على موقع عالم كرة القدم.نت (الإنجليزية)